# جنرال میکروالکترونیک
جنرال میکرو الکترونیک (به انگلیسی: General Micro-electronics) (اختصاری جی‌ام‌ئی) (GMe) یک شرکت نیم‌رسانا آمریکایی در دهه ۱۹۶۰ بود. این توسط سه عضو سابق فرچایلد سمیکانداکتر تشکیل شد و بنابراین یکی از "فرچایلدرن (بچه‌خوشکلا)" است. در سال ۱۹۶۶ توسط فیلکو-فورد خریداری شد و به بخش میکروالکترونیک آنها تبدیل شد.
با فرانک وانلاس به‌عنوان مدیر تحقیقات و مهندسی، جی‌ام‌ئی اولین شرکتی بود که مدارهای مجتمع ماس را طراحی، ساخت و به فروش رساند. اولین تراشه‌های ماس تراشه‌های مجتمع در مقیاس کوچک برای ماهواره‌های ناسا بودند. در سال ۱۹۶۴، وانلاس یک شیفت رجیستر ۱۶ بیتی تک‌تراشه‌ای را که طراحی کرده بود، با ۱۲۰ ترانزیستور باورنکردنی (در آن زمان) روی یک تراشه نشان داد.
در همان سال، شرکت قراردادی برای تبدیل ماشین حساب الکترونیکی مبتنی‌بر لامپ خلأ ویکتور کامپتومتر به شکل تمام-آی‌سی، ویکتور ۳۹۰۰، با معرفی برنامه‌ریزی‌شده در اوایل سال ۱۹۶۶ منعقد کرد. ثابت شد که این کار بسیار دشوارتر از حد انتظار بود و جی‌ام‌ئی تقریباً ورشکست شد. این شرکت توسط فیلکو-فورد خریداری شد، در آن زمان ویکتور از این محصول منصرف شد. آنها این سامانه را با نام فیلکو ۳۹۰۰ مجدداً به بازار عرضه کردند، اما زمانی که این سامانه برای بازار آماده شد، یک جایگزین ارزان‌تر ظاهر شد.
چند نفر از اعضای تیم جی‌ام‌ئی به تأسیس آرایه‌های الکترونیکی و تولید یک سامانه ماشین‌حساب ششتراشهای ادامه دادند که در اوایل دهه ۱۹۷۰ موفقیت‌آمیز بود.